# Tanganicodus irsacae
Genre
Espèce
Statut de conservation UICN

 LC  : Préoccupation mineure
Le poisson gobie Tanganicodus irsacae, seule espèce de son genre, est endémique du lac Tanganyika.
Elle se trouve dans plusieurs localités sur tout le pourtour du lac où elle est représentée par plusieurs formes géographiques.

### GenreTanganicodus
- (en) Catalogue of Life : Tanganicodus (consulté le 31 décembre 2022)
- (en) FishBase : liste des espèces du genre Tanganicodus (site miroir)
- (fr + en) ITIS : Tanganicodus  Poll, 1950
- (en) WoRMS : Tanganicodus (+ liste espèces)
- (en) NCBI : Tanganicodus (taxons inclus)

### EspèceTanganicodus irsacae
- (en) Catalogue of Life : Tanganicodus irsacae Poll, 1950 (consulté le 17 décembre 2020)
- (en + fr) FishBase : espèce Tanganicodus irsacae  Poll, 1950 (+ traduction) (+ noms vernaculaires 1 & 2)
- (fr + en) ITIS : Tanganicodus irsacae  Poll, 1950
- (en) NCBI : Tanganicodus irsacae (taxons inclus)
- (en) UICN : espèce Tanganicodus irsacae (consulté le 3 juin 2015)